# Lámparas de señales (navegación aérea)

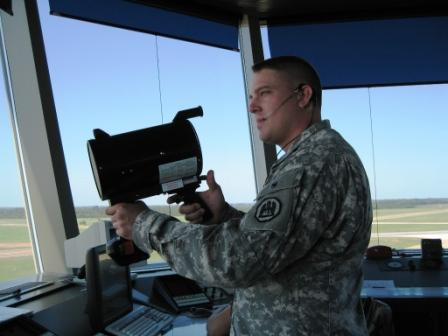
Un controlador de tráfico aéreo utilizando un reflector de señales para el control de las aeronaves cuando falla la radio.

Son ayudas visuales para la navegación que en el caso de un fallo en la radio o de un avión no equipado con radio, permiten al control del tráfico aéreo al utilizar una lámpara de señales para dirigir el avión. La lámpara de señales tiene un haz brillante enfocado y es capaz de emitir tres colores diferentes: rojo, blanco y verde. Estos colores pueden estar en estado intermitente o constante, y tienen significados diferentes si son dirigidos a las aeronaves en vuelo o en tierra. El avión puede indicar que ha recibido la instrucción moviendo sus alas en vuelo, o moviendo los alerones si está en tierra, o por medio del parpadeo de sus propias luces de navegación durante las horas de oscuridad.
|                                   | Aeronaves en vuelo                                                                   | Aeronaves en tierra                                                                  | Vehículos de tierra o personal                                                       |
| --------------------------------- | ------------------------------------------------------------------------------------ | ------------------------------------------------------------------------------------ | ------------------------------------------------------------------------------------ |
| Destellos Blancos                 | Aterrice en este aeródromo y dirijase a la plataforma                                | Regresa al punto de partida                                                          | Regresa al punto de partida                                                          |
| Verde fijo                        | Autorizado para aterrizar                                                            | Autorización para el despegue                                                        | habilitado para proceder                                                             |
| Destellos Verdes                  | Autorizado para acercarse al aeropuerto, o regrese para aterrizar                    | Autorizado rodaje                                                                    | N/A                                                                                  |
| Rojo fijo                         | Ceda el paso a otras aeronaves y siga en circuito                                    | Alto                                                                                 | Parar                                                                                |
| Destellos Rojos                   | Aeropuerto peligroso, no aterrice                                                    | Apártese del área de aterrizaje en uso                                               | Libere la pista                                                                      |
| Alterna Roja y Verde              | Extrema Precaución                                                                   | Extrema Precaución                                                                   | Extrema Precaución                                                                   |
| Parpadeo de las luces de la pista | Vehículos, aviones y peatones inmediatamente liberen la zona de aterrizaje utilizada | Vehículos, aviones y peatones inmediatamente liberen la zona de aterrizaje utilizada | Vehículos, aviones y peatones inmediatamente liberen la zona de aterrizaje utilizada |